# Cangrejal
Cangrejal es un distrito del cantón de Acosta, en la provincia de San José, de Costa Rica.

## Ubicación
Se ubica al norte del cantón y limita al norte con los distritos de San Ignacio y Guaitil, al oeste y sur con el distrito de Sabanillas y al este con el cantón de Aserrí.

## Geografía
Cangrejal cuenta con un área de 64,33 km² y una altitud media de 700 m s. n. m.

## Demografía
Para el año 2022, Cangrejal cuenta con una población estimada de 1875 habitantes, y para el último censo efectuado, en 2011, Cangrejal contaba con una población de 1875 habitantes.

## Localidades
- Poblados: Alto El Triunfo, Alto Reflis, Bajo La Palma, Bajo Los Cruces, Bajo Lupa, Cangrejal (centro), Ceiba Alta (parte), Ceiba Baja, Ceiba Este, Escuadra, Gravilias, Lindavista, Linda Vista, Llano Bonito, Mesa, Naranjal, Perpetuo Socorro, Tejar, Tiquires.

## Cultura

### Educación
Ubicadas propiamente en el distrito de Cangrejal se encuentran los siguientes centros educativos:
- Escuela Central de Cangrejal
- Escuela de Ceiba Alta
- Escuela de Ceiba Baja
- Escuela de Ceiba Este
- Escuela de Escuadra
- Escuela de Mesa
- Escuela de La Palma
- Escuela de Llano Bonito
- Escuela de Naranjal
- Escuela de Linda Vista
- Escuela de Gravilias

## Transporte

### Carreteras
Al distrito lo atraviesan las siguientes rutas nacionales de carretera:
- Ruta nacional 301

## Concejo de distrito
El concejo de distrito de Cangrejal vigila la actividad municipal y colabora con los respectivos distritos de su cantón. También está llamado a canalizar las necesidades y los intereses del distrito, por medio de la presentación de proyectos específicos ante el Concejo Municipal. La presidenta del concejo del distrito es la síndica propietaria del partido Acción Ciudadana, Viviana Rojas Prado.
El concejo del distrito se integra por:
| #                       | Partido                         | Nombre                         |
| Síndico propietario     | Síndico propietario             | Síndico propietario            |
| ----------------------- | ------------------------------- | ------------------------------ |
| 1                       | Partido Acción Ciudadana        | Viviana Rojas Prado            |
| Síndico suplente        |                                 |                                |
| 2                       | Partido Acción Ciudadana        | Óscar Cruz Fallas              |
| Concejales propietarios |                                 |                                |
| 3                       | Partido Acción Ciudadana        | John Alberto Sánchez Mora      |
| 4                       | Partido Acción Ciudadana        | Xinia Arias Hidalgo            |
| 5                       | Partido Unidad Social Cristiana | Ronald Elizondo Solano         |
| 6                       | Partido Liberación Nacional     | Laura Melissa Fernández Garro  |
| Concejales suplentes    |                                 |                                |
| 7                       | Partido Acción Ciudadana        | Rafael Martín Murcia Alvarado  |
| 8                       | Partido Acción Ciudadana        | María Gabriela Rojas Fernández |
| 9                       | Partido Unidad Social Cristiana | Sergio Antonio Fallas Díaz     |
| 10                      | Partido Liberación Nacional     | Luz Mary Carrillo Díaz         |